# احمد چهارلنگی
احمد چهارلنگی یکی از بازیکنان فوتبال ایران است. او در طول  دوران حضورش، در تیم‌های مختلفی من‌جمله حفاری اهواز نفت مسجد سلیمان نفت آبادان استقلال اهواز مشارکت داشته‌ است.